# Malotwana Siding
Malotwana Siding è un villaggio del Botswana situato nel distretto di Kgatleng, sottodistretto di Kgatleng. Il villaggio, secondo il censimento del 2011, conta 608 abitanti.

## Località
Nel territorio del villaggio sono presenti le seguenti 3 località:
- Malotwana di 164 abitanti,
- Matsieng di 19 abitanti,
- Monametsana di 74 abitanti